# Lesión de SLAP
El desgarro o rotura de SLAP, también conocida como lesión o rotura del labrum del hombro, es una lesión del labrum glenoideo, una estructura fibrocartilaginosa situada en la cavidad glenoidea del hombro. Es frecuente en atletas y trabajadores del ejército. El acrónimo «SLAP» viene del inglés: «superior labral tear from anterior to posterior» (en español: «rotura superior del labrum de anterior a posterior»).